# Брејсбриџ (Онтарио)
Брејсбриџ (енгл. Bracebridge) је градић у Канади у покрајини Онтарио. Према резултатима пописа 2011. у граду је живело 15.409 становника.

## Становништво
Према резултатима пописа становништва из 2011. у граду је живело 15.409 становника, што је за 1,6% мање у односу на попис из 2006. када је регистровано 15.652 житеља.
| 2006.  | 2011.  | 2016.  |
| ------ | ------ | ------ |
| 15.652 | 15.409 | 16.010 |